# Île du Milieu (Côtes-d'Armor)
Pour les articles homonymes, voir Île du Milieu (homonymie).
L'île du Milieu (Enez Creis en breton) est une île des Côtes-d'Armor, située dans un archipel appelé communément îles de Buguélès. Elle se trouve au large du village de Buguélès, de la commune de Penvénan, dans le pays historique du Trégor, en Bretagne. Sa superficie est de 7 hectares. Elle culmine à 21 mètres. île sauvages, boisée, au relief marqué par quelques pitons granitiques. Île entourée par des murets en pierres sèches datant du XIXème siècle afin de protéger le trait de côte. C'est une île privée appartenant pour partie à une famille tourangelle. L'accès y est interdit.

## Géographie
L'île est située entre l'île Illiec, l'ile Marquer, l'île Saint-Gildas et l'ilot de Coz Castel. .